# 木曜リクエストスタジオ
『木曜リクエストスタジオ』（もくようリクエストスタジオ）は、1973年10月4日から同年12月27日までフジテレビ系列局で放送されていたフジテレビ製作のバラエティ番組である。その後も1974年1月10日から同年3月28日まで『木曜スタジオ』と題して放送されていた。全23回（12回＋11回）。放送時間は毎週木曜 20:00 - 20:55 （日本標準時）。

## 概要
改題前には、芸能人による海外からのリポート企画やご対面企画などを視聴者からのリクエストに応じて行っていた。改題後にはリクエストを廃止し、代わって「ボディアクション」「そっくりショー」「バースディショー」などの「ミニスペシャル」と呼ばれる企画を放送していた。1974年1月24日放送分では、都倉俊一と大信田礼子の結婚式場（帝国ホテル）からとスタジオからの二元中継を行った。
司会は、改題前には芳村真理とせんだみつおが務めていたが、せんだは番組リニューアルとともに降板。以後は、各回のゲスト代表者が芳村の相手役を務めていた。

## 放送リスト
| 回                               | 放送日                           | サブタイトル                                |
| 木曜リクエストスタジオ（1973年） | 木曜リクエストスタジオ（1973年） | 木曜リクエストスタジオ（1973年）            |
| -------------------------------- | -------------------------------- | ------------------------------------------- |
| 1                                | 10月4日                          | あべ静江初恋の人と対面                      |
| 2                                | 10月11日                         | 山本リンダ瞼の父を求め38度線へ              |
| 3                                | 10月18日                         | 速報！せんだみつお“グアムで結婚“            |
| 4                                | 10月25日                         | 森田健作タイ拳法に挑戦！                    |
| 5                                | 11月1日                          | 小川知子グランドキャニオン断崖で決死の撮影  |
| 6                                | 11月8日                          | 由美かおる人食い鮫に挑戦                    |
| 7                                | 11月15日                         | ヒデとロザンナ激流下りに挑戦                |
| 8                                | 11月29日                         | 田中真理マニラの下町で絶叫叩き売り！        |
| 9                                | 12月6日                          | 尾崎紀世彦断崖200米からの決死の大飛行       |
| 10                               | 12月13日                         | （不明）                                    |
| 11                               | 12月20日                         | サンタクロースだよ！郷ひろみ                |
| 12                               | 12月27日                         | 三人男年忘れもちつき大会                    |
| 木曜スタジオ（1974年）           |                                  |                                             |
| 13                               | 1月10日                          | ボディアクションスター夢の共演              |
| 14                               | 1月17日                          | 競演！そっくりショー大会                    |
| 15                               | 1月24日                          | 独占！生中継 都倉・大信田結婚披露パーティー |
| 16                               | 1月31日                          | バースデーショー！1月生まれ全員集合         |
| 17                               | 2月7日                           | 噂のカップル演歌で大合戦                    |
| 18                               | 2月14日                          | バレンタイン特集 恋人たち全員集合           |
| 19                               | 2月21日                          | 競演！そっくりショー大会                    |
| 20                               | 2月28日                          | バースデーショー！2月生まれ全員集合         |
| 21                               | 3月7日                           | 変身歌手総登場！                            |
| 22                               | 3月14日                          | 美人歌手 郷ひろみに歌の挑戦状               |
| 23                               | 3月28日                          | 春のフォーク大会                            |

参考：『下野新聞縮刷版』下野新聞社、1973年10月4日 - 1974年3月28日付のラジオ・テレビ欄。
| フジテレビ系列 木曜 20:00 - 20:55                            | フジテレビ系列 木曜 20:00 - 20:55                                                                          | フジテレビ系列 木曜 20:00 - 20:55            |
| 前番組                                                       | 番組名 | 次番組                                       |
| ------------------------------------------------------------ | --- | -------------------------------------------- |
| 新選組 （1973年4月5日 - 1973年9月27日） 【ここまで時代劇枠】 | 木曜リクエストスタジオ （1973年10月4日 - 1973年12月27日） ↓ 木曜スタジオ （1974年1月10日 - 1974年3月28日） | 木曜大特集 （1974年4月18日 - 1974年9月19日） |